# Kamuflaż M90

Kamuflaż M90

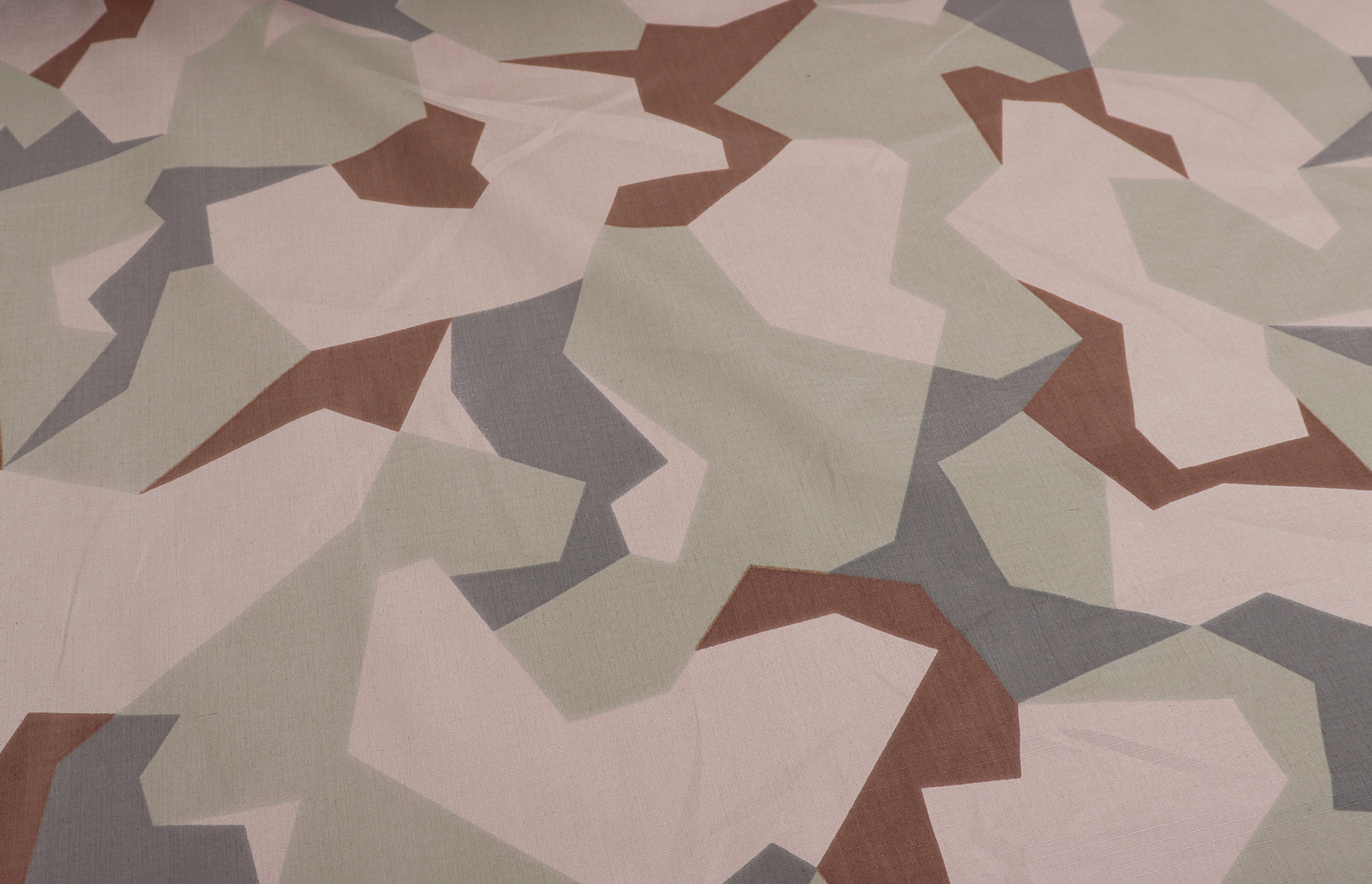
Kamuflaż M90K, czyli odmiana pustynna

Kamuflaż M90 - przepisowy szwedzki kamuflaż wojskowy od roku 1990. Składa się z wielokątnych kształtów o wyraźnych krawędziach. Kamuflaż zastąpił stosowany do tej pory kolor oliwkowy. Przez żołnierzy nazywany jest lövhögen, czyli "sterta liści".

## Odmiany
Kamuflaż M90 występuje w trzech wersjach różniących się kolorystyką - klasycznej, zimowej oraz pustynnej (M90K, "Ökenkammo"). Wersji zimowej używano w północnych terenach podbiegunowych. Wersję pustynną wprowadzono do służby w roku 2004 na potrzeby misji ISAF.

## Użytkownicy
Oprócz Szwedzkich Sił Zbrojnych kamuflaż M90 używany był także przez wojska łotewskie podczas misji SFOR.